# Reino de Burundi
O Reino de Burundi foi um Estado nacional pré-colonial localizado no centro do continente africano, na região dos Grandes Lagos.
Existiu, de acordo com os relatos tradicionais, do século XVI até 1966, mas pensa-se que o primeiro rei começou a reinar em 1680. Como a monarquia na vizinha Ruanda, foi liderada por reis tútsis. O último mwami (governante) de Burundi foi o rei Ntare V, que teria sido assassinado no palácio real Ibwami em Gitega em 1972, ou (de acordo com outros) fugiu para o exílio na Alemanha Ocidental.
A maioria dos membros da casa real vive em exílio atualmente na França. Nas eleições de 2005, a princesa Esther Kamatari tentou apoio para concorrer à presidência pelo partido Abahuza ("Partido para a Restauração da Monarquia e Diálogo no Burundi"), mas falhou no processo. Os defensores de sua candidatura argumentavam que a restauração da monarquia constitucional poderia ajudar a aliviar as tensões entre os grupos étnicos e se tornar um símbolo de harmonia.
A bandeira do reino continha uma karyenda no centro, como um símbolo da autoridade real.